# Щербаков, Иван Иванович (футболист)
Иван Иванович Щербаков (11 (24) марта 1917, Москва — 1 июня 1978, Москва) — советский футболист, выступавший на позиции нападающего и полузащитника, и футбольный тренер. Сыграл 51 матч и забил 11 голов в высшей лиге СССР. Мастер спорта СССР.

## Биография
Начинал играть на взрослом уровне в 1932 году в команде завода «Красный Пролетарий». В 1935—1937 годах выступал за «Динамо» из Болшево.
В 1937 году перешёл в московское «Динамо». Дебютировал в группе «А» 12 октября 1937 года в матче против московского «Металлурга», выйдя на замену на 60-й минуте вместо Николая Белоусова. В своём втором матче, 24 октября 1937 года против ЦДКА, стал автором двух голов. Выступая за бело-голубых, довольно много забивал, но не пользовался доверием тренеров, поэтому играл редко. Всего за «Динамо» сыграл 14 матчей в чемпионате страны и забил 8 голов.
В 1940 году провёл сезон в классе «Б» в составе минского «Динамо». В 1941 году присоединился к московским армейцам (команда носила название ККА) и сыграл 5 матчей в прерванном войной чемпионате страны. Во время войны продолжал выступать за ЦДКА, стал в 1943 году чемпионом Москвы, а в 1944 году — финалистом Кубка СССР, со временем был переведён на позицию полузащитника. В 1945 году в составе армейцев стал обладателем Кубка СССР (но в финальном матче не играл), а в 1946 году — чемпионом страны. В конце карьеры выступал за ВВС.
В 1954—1955 годах работал старшим тренером команды города Воронежа, а в 1959—1960 годах возглавлял «Металлург» из Сталинска.
Умер 1 июня 1978 года в Москве на 61-м году жизни.